# فيليب غريلي كلاب
فيليب غريلي كلاب (بالإنجليزية: Philip Greeley Clapp)‏ هو ملحن أمريكي، ولد في 4 أغسطس 1888، وتوفي في 9 أبريل 1954.